# Campeonato Europeu de Atletismo em Pista Coberta de 2011 - 60 m com barreiras feminino
A prova dos 60 metros com barreiras feminino do Campeonato Europeu de Atletismo em Pista Coberta de 2011 foi disputada no dia 4 de março de 2011 na AccorHotels Arena em Paris, França.

## Recordes
Antes desta competição, os recordes mundiais e do campeonato nesta prova eram os seguintes:
|                       | Nome                  | Nacionalidade   | Tempo | Local     | Data                    |
| --------------------- | --------------------- | --------------- | ----- | --------- | ----------------------- |
| Recorde mundial       | Susanna Kallur        | Suécia          | 7s 68 | Karlsruhe | 10 de fevereiro de 2008 |
| Recorde do campeonato | Lyudmila Narozhilenko | União Soviética | 7s 74 | Glasgow   | 4 de março de 1990      |
| Recorde europeu       | Susanna Kallur        | Suécia          | 7s 68 | Karlsruhe | 10 de fevereiro de 2008 |

## Medalhistas
| Ouro                | Prata               | Bronze                    |
| Carolin Nytra (DEU) | Tiffany Ofili (GBR) | Christina Vukicevic (NOR) |

## Resultados

### Bateria
Qualificação: 3 atletas de cada bateria  (Q) mais os  4 melhores qualificados (q).  
Bateria 1
| Posição. | Raia | Atleta            | Nacionalidade | Reação | Tempo | Notas |
| -------- | ---- | ----------------- | ------------- | ------ | ----- | ----- |
| 1        | 4    | Alina Talay       | Bielorrússia  | 0.180  | 8.06  | Q,    |
| 2        | 3    | Lisa Urech        | Suíça         | 0.183  | 8.07  | Q     |
| 3        | 6    | Lucie Škrobáková  | Chéquia       | 0.211  | 8.17  | Q     |
| 4        | 5    | Alice Decaux      | França        | 0.176  | 8.22  | q     |
| 5        | 2    | Beate Schrott     | Áustria       | 0.238  | 8.25  |       |
| 6        | 7    | Isabelle Pedersen | Noruega       | 0.207  | 8.38  |       |

#### Batteria 2
| Pos. | Corsia | Nome                | Nazione              | Reazione | Tempo | Note            |
| ---- | ------ | ------------------- | -------------------- | -------- | ----- | --------------- |
| 1    | 8      | Christina Vukicevic | Noruega              | 0.157    | 7.95  | Q               |
| 2    | 5      | Tiffany Ofili       | Reino Unido          | 0.187    | 8.05  | Q               |
| 3    | 7      | Cindy Roleder       | Alemanha             | 0.186    | 8.09  | Q               |
| 4    | 4      | Marina Tomić        | Eslovênia            | 0.159    | 8.18  | q               |
| 5    | 3      | Giulia Pennella     | Itália               | 0.182    | 8.25  |                 |
| 6    | 6      | Andrea Ivančević    | Croácia              | 0.213    | 8.43  |                 |
| 7    | 2      | Gorana Cvijetić     | Bósnia e Herzegovina | 0.204    | 8.68  | Recorde pessoal |

#### Batteria 3
| Pos. | Corsia | Nome                  | Nazione      | Reazione | Tempo | Note |
| ---- | ------ | --------------------- | ------------ | -------- | ----- | ---- |
| 1    | 5      | Aleksandra Antonova   | Rússia       | 0.205    | 8.11  | Q    |
| 2    | 6      | Sandra Gomis          | França       | 0.195    | 8.12  | Q    |
| 3    | 2      | Kacjaryna Paplauskaja | Bielorrússia | 0.168    | 8.19  | Q =  |
| 4    | 7      | Nadine Hildebrand     | Alemanha     | 0.202    | 8.20  | q    |
| 5    | 3      | Josephine Onyia       | Espanha      | 0.193    | 8.33  |      |
| 6    | 4      | Dimitra Arachoviti    | Chipre       | 0.191    | 8.43  |      |

#### Batteria 4
| Pos. | Corsia | Nome                 | Nazione  | Reazione | Tempo | Note |
| ---- | ------ | -------------------- | -------- | -------- | ----- | ---- |
| 1    | 7      | Carolin Nytra        | Alemanha | 0.190    | 7.96  | Q    |
| 2    | 6      | Derval O'Rourke      | Irlanda  | 0.156    | 8.07  | Q    |
| 3    | 5      | Elisabeth Davin      | Bélgica  | 0.198    | 8.08  | Q,   |
| 4    | 4      | Anastasija Solov'ëva | Rússia   | 0.209    | 8.11  | q    |
| 5    | 3      | Clélia Reuse         | Suíça    | 0.184    | 8.24  |      |
| 6    | 2      | Arna Erega           | Croácia  | 0.195    | 8.62  |      |

### Semifinal
Qualificação: classificaram-se  os 4 melhores de cada bateria (Q). 
Semifinal 1
| Posição. | Raia | Atleta               | Nacionalidade | Reação | Tempo | Notas |
| -------- | ---- | -------------------- | ------------- | ------ | ----- | ----- |
| 1        | 7    | Carolin Nytra        | Alemanha      | 0.187  | 7.94  | Q     |
| 2        | 4    | Alina Talay          | Bielorrússia  | 0.178  | 7.95  | Q,    |
| 3        | 6    | Derval O'Rourke      | Irlanda       | 0.154  | 7.98  | Q,    |
| 4        | 8    | Lucie Škrobáková     | Chéquia       | 0.206  | 8.00  | Q,    |
| 5        | 2    | Anastasija Solov'ëva | Rússia        | 0.192  | 8.02  | =     |
| 6        | 5    | Lisa Urech           | Suíça         | 0.190  | 8.06  |       |
| 7        | 3    | Marina Tomić         | Eslovênia     | 0.163  | 8.21  |       |
|          | 1    | Alice Decaux         | França        | 0.178  |       | DSQ   |

Semifinal 2
| Posição. | Raia | Atleta                | Nacionalidade | Reação | Tempo | Notas                |
| -------- | ---- | --------------------- | ------------- | ------ | ----- | -------------------- |
| 1        | 3    | Tiffany Ofili         | Reino Unido   | 0.149  | 7.89  | Q,                   |
| 2        | 6    | Christina Vukicevic   | Noruega       | 0.146  | 7.93  | Q                    |
| 3        | 4    | Aleksandra Antonova   | Rússia        | 0.166  | 7.96  | Q                    |
| 4        | 5    | Sandra Gomis          | França        | 0.179  | 8.00  | Q =                  |
| 5        | 8    | Elisabeth Davin       | Bélgica       | 0.196  | 8.02  | Recorde pessoal      |
| 6        | 2    | Cindy Roleder         | Alemanha      | 0.189  | 8.06  |                      |
| 7        | 7    | Kacjaryna Paplauskaja | Bielorrússia  | 0.183  | 8.14  | Recorde da temporada |
| 8        | 1    | Nadine Hildebrand     | Alemanha      | 0.194  | 8.23  |                      |

### Final
A final foi realizada às 18:40 no dia 6 de março de 2011.  
| Posição.          | Raia | Atleta              | Nacionalidade | Reação | Tempo | Notas                |
| ----------------- | ---- | ------------------- | ------------- | ------ | ----- | -------------------- |
| Medalha de ouro   | 5    | Carolin Nytra       | Alemanha      | 0.179  | 7.80  | Recorde da temporada |
| Medalha de prata  | 6    | Tiffany Ofili       | Reino Unido   | 0.171  | 7.80  | Recorde nacional     |
| Medalha de bronze | 3    | Christina Vukicevic | Noruega       | 0.166  | 7.83  | Recorde nacional     |
| 4                 | 8    | Derval O'Rourke     | Irlanda       | 0.164  | 7.96  | Recorde da temporada |
| 5                 | 4    | Alina Talay         | Bielorrússia  | 0.195  | 7.98  |                      |
| 6                 | 7    | Aleksandra Antonova | Rússia        | 0.208  | 8.00  |                      |
| 7                 | 1    | Lucie Škrobáková    | Chéquia       | 0.220  | 8.10  |                      |
| 8                 | 2    | Sandra Gomis        | França        | 0.202  | 8.11  |                      |

Legenda
| Recorde mundial       | Recorde mundial (World record)               |                       | Recorde africano                      | Recorde africano (African) |                                           | Q | Classificado por posição (Qualified) |
| Recorde do campeonato | Recorde do campeonato (Championship record)  | Recorde da América    | Recorde da América (Americas)         | q                          | Classificado por melhor tempo (Qualified) |   |                                      |
| Melhor marca do ano   | Melhor marca do ano (World leading)          | Recorde asiático      | Recorde asiático (Asian)              | DNS                        | Não largou (Did not start)                |   |                                      |
| Recorde nacional      | Recorde nacional (National record)           | Recorde europeu       | Recorde europeu (European)            | DNF                        | Não terminou (Did not finish)             |   |                                      |
| Recorde pessoal       | Recorde pessoal do atleta (Personal best)    | Recorde da Oceania    | Recorde da Oceania (Oceania)          | DSQ / DQ                   | Desclassificado (Disqualified)            |   |                                      |
| Recorde da temporada  | Recorde da temporada do atleta (Season best) | Recorde sul-americano | Recorde sul-americano (South America) | NM                         | Sem marca (No mark)                       |   |                                      |